# Xã Sodus, Michigan
Xã Sodus (tiếng Anh: Sodus Township) là một xã thuộc quận Berrien, tiểu bang Michigan, Hoa Kỳ. Năm 2010, dân số của xã này là 1.932 người.